# Mari (Syria)
Mari (arab. مارع) – miasto w Syrii, w muhafazie Aleppo. W 2004 roku liczyło 16 904 mieszkańców.